# Jaroslav Auerswald
Jaroslav Auerswald (28. června 1870 Žleby – 29. ledna 1931 Brno) byl český herec, režisér, výtvarník a scénograf.

## Život
V roce 1888 vystudoval gymnázium v Čáslavi, kde během studií hrál loutkové divadlo s loutkami a v kulisách, které si sám vyráběl. Poté byl členem kočovných divadelních společností Josefa Faltyse (1889–1891), V. K. Jelínka (1891–1893), R. Příbramského (1893–1899) a V. Choděry (1899). V letech 1899–1906 působil v Národním divadle v Brně. V sezoně 1906–1907 hrál v Městském divadle na Vinohradech, v sezoně 1907–1909 v divadle Sdružených měst východočeských a od roku 1909 až do konce života působil znovu v Národním divadle v Brně.
Vytvořil 619 postav ve 498 divadelních hrách. Napsal divadelní hru Před slunce východem a memoárovou prózu Divadelní vzpomínky. Jako dobrý malíř a scénický výtvarník byl prakticky tvůrcem veškerých nových dekorací, které byly v dobách jeho brněnského divadelního působení pořízeny.
V roce 1923 hrál ve filmu Pepánek Nezdara roli dědečka.
Od roku 1946 nese jeho jméno jedna z ulic v Brně-Zábrdovicích. Je pohřben na Ústředním hřbitově města Brna.

## Galerie

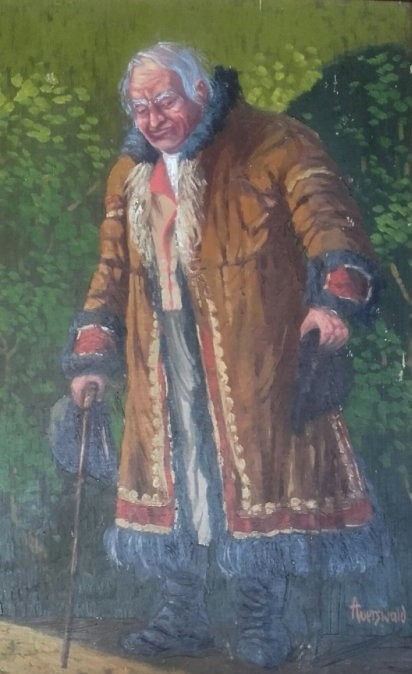
Starý muž
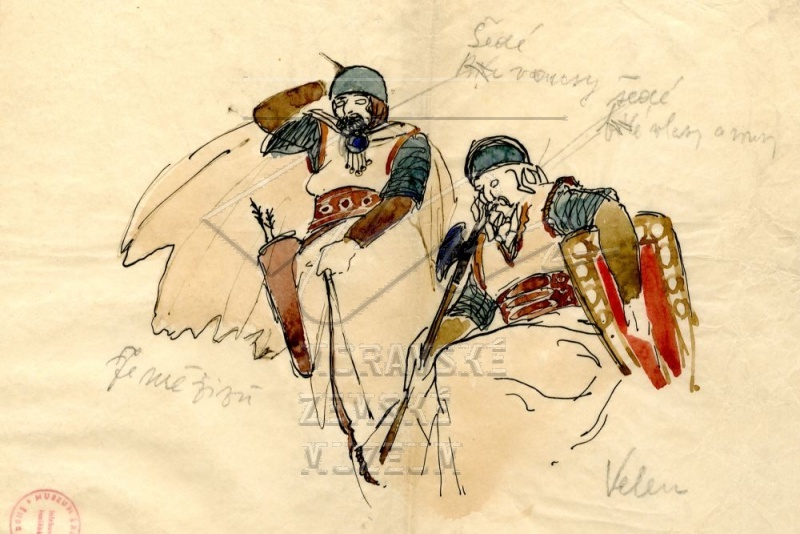
Kostýmní návrhy dramatické básně Vojtěcha Martínka Svatopluk
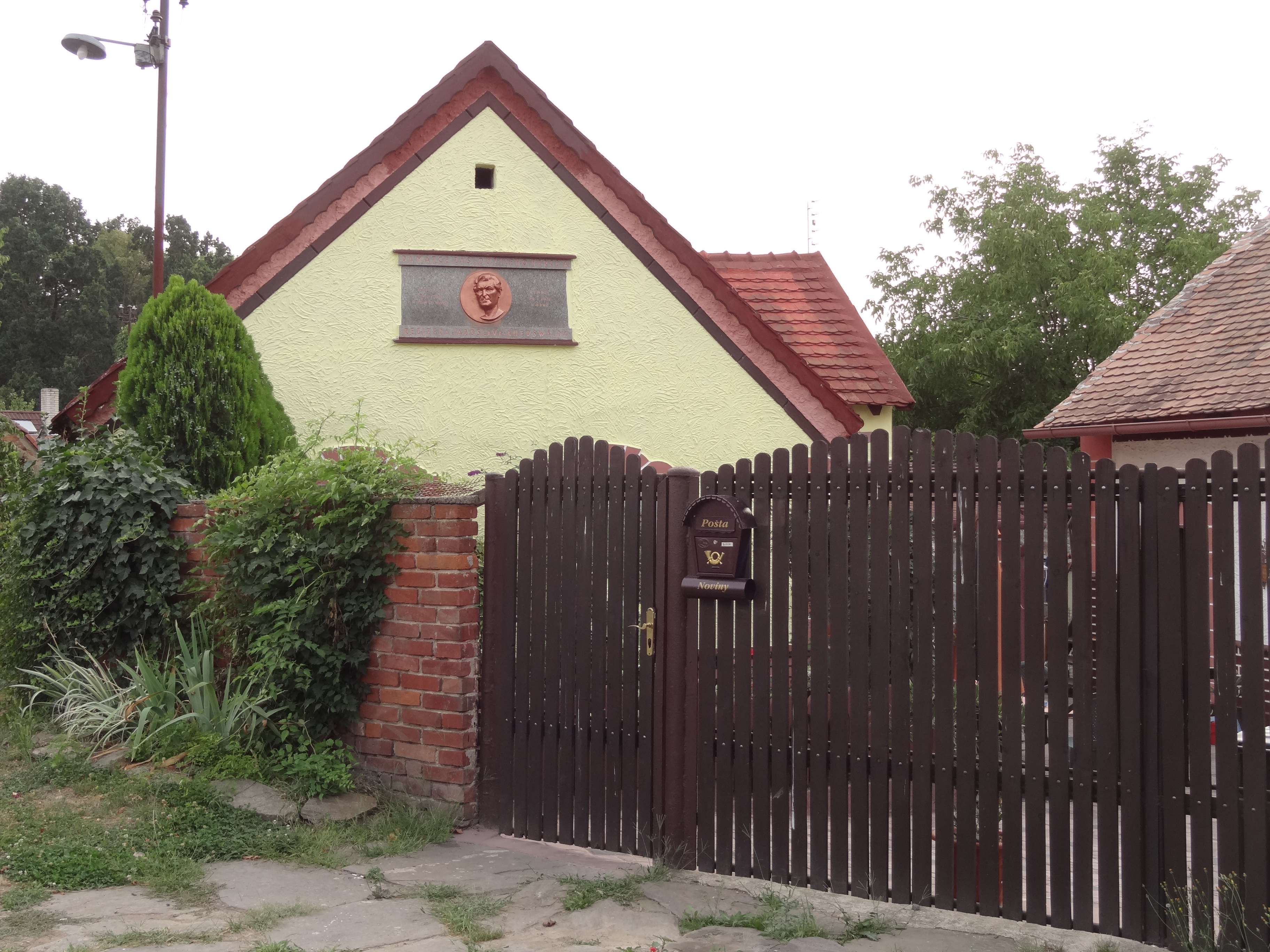
Žleby čp. 167 – rodný dům Jaroslava Auerswalda
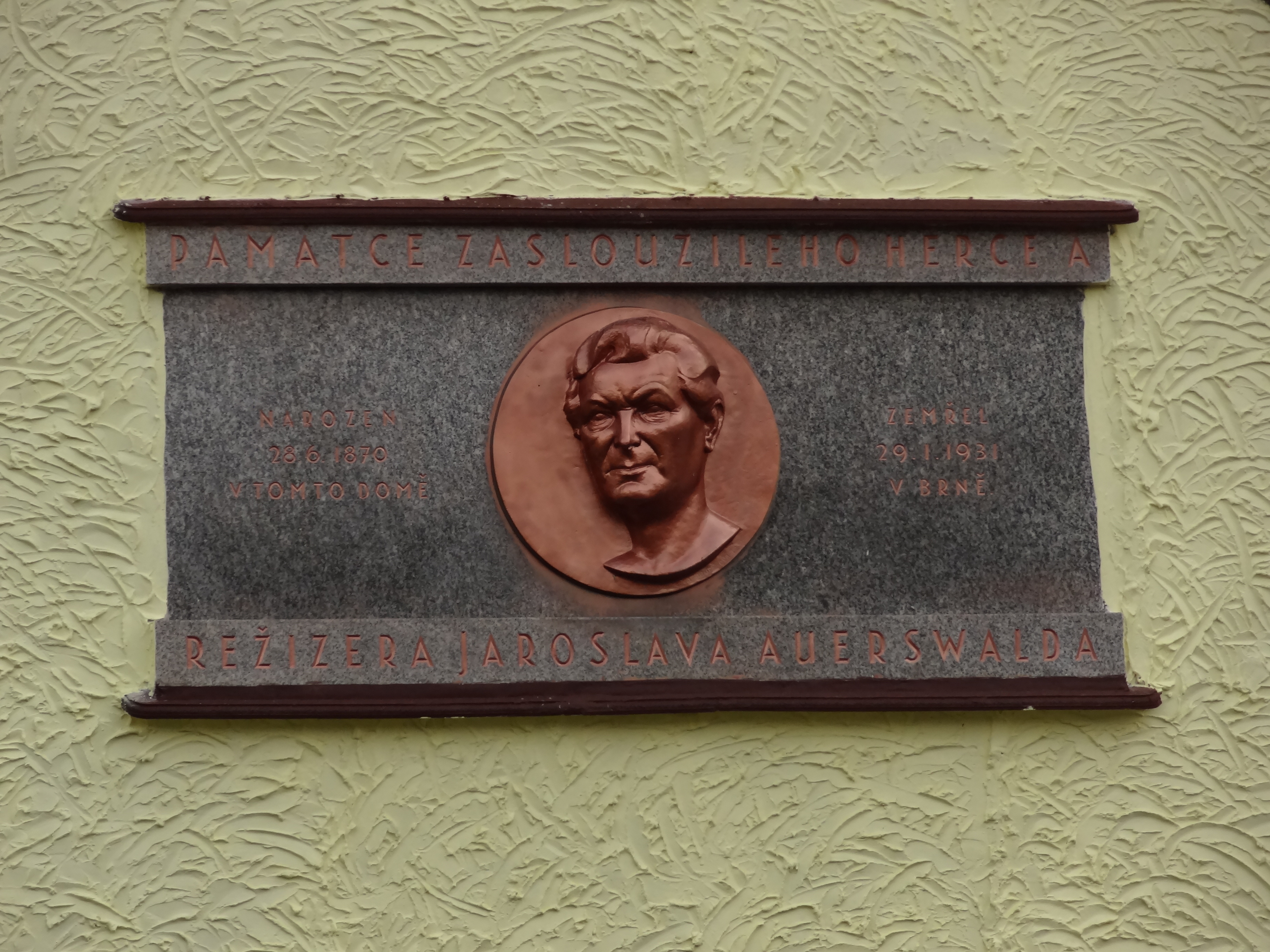
Pamětní deska Jaroslava Auerswalda ve Žlebech